# Halidzor
Halidzor – wieś w Armenii, w prowincji Sjunik. W 2011 roku liczyła 551 mieszkańców.